# Les Gars de la marine
Pour la chanson, voir Le Capitaine Craddock#Autour du film.
Cet article possède des paronymes, voir Les dégâts de la Marine et Le Flagada et les dégâts de la marine.
Pour plus de détails, voir Fiche technique et Distribution.
Les Gars de la marine (Come On Marines!) est un film américain réalisé par Henry Hathaway, sorti en 1934.

## Synopsis
Homme à femmes et sergent des Marines des États-Unis, Lucky Davis, dirige un escadron de Marines lors d'une expédition dans la jungle des Philippines, où un bandit mène une rébellion contre les autorités locales. Leur mission est de sauver un groupe d'enfants d'une île missionnaire qui a été coupée de toute communication. À leur arrivée, ils sont un peu surpris lorsque Davis découvre que les enfants sont un groupe de jeunes filles de 18 à 25 ans qui se baignent béatement dans une piscine en attendant d'être secourues...

## Fiche technique
- Titre : Les Gars de la marine
- Titre original : Come On Marines!
- Réalisation : Henry Hathaway
- Scénario : Byron Morgan, Joel Sayre
- Direction artistique : Hans Dreier, Earl Hedrick
- Photographie : Ben F. Reynolds
- Son : Jack A. Goodrich
- Montage : James Smith
- Musique : Ralph Rainger
- Production : Albert Lewis
- Société de production : Paramount Pictures, Inc.
- Société de distribution :  Paramount Pictures, Inc.
- Pays d’origine :  États-Unis
- Langue : anglais
- Format : Noir et blanc - 35 mm - 1,37:1 - Son Mono (Western Electric Noiseless Recording)
- Genre : Drame et guerre
- Durée : 64 minutes
- Dates de sortie :
  - États-Unis : 23 mars 1934

## Distribution
- Richard Arlen : Lucky Davis
- Ida Lupino : Esther Cabot
- Roscoe Karns : Terence V. Spud McGurke
- Grace Bradley : Jo-Jo LaVerne
- Fuzzy Knight : Wimpy
- Monte Blue : Lieutenant Allen
- Edmund Breese : Général Cabot
- Virginia Hammond : Susie Raybourn
- Émile Chautard : le prêtre
- Toby Wing : Dolly
- Julian Madison : Brick
- Roger Gray : Celano, alias « Brooklyn »
- Clara Lou Sheridan : Loretta